# Zofia Lissa
Zofia Lissa (19 de octubre de 1908 – 26 de marzo de 1980) fue una pedagoga de música y musicóloga polaca.

## Vida
Zofia Lissa nació en Leópolis. Estudió piano y teoría de la música en la Sociedad de Música polaca en Leópolis. Continuó sus estudios en musicología con Adolf Chybińesquí en la Universidad de Jan Kazimierz (actualmente Universidad de Leópolis) de 1924 a 1929, donde también estudió filosofía con Kazimierz Twardowski y Roman Ingarden asistiendo a conferencias sobre psicología e historia de arte. En 1929 recibió un Doctorado, después de su disertación sobre Armonías de Alexander Scriabin. Después de completar sus estudios,  enseñó teoría de la música en el Conservatorio de Leópolis, la escuela de música Karol Szymanowski y la escuela de música Frédéric Chopin en Leópolis. Condujo investigaciones sobre la musicalidad de niños y adolescentes en el Instituto de Psicología en Leópolis. Escribió el primer trabajo polaco sobre música de películas, Música y Vídeo en 1937.
Después de la anexión de Leópolis a la Unión Soviética en el estallido de Segunda Guerra Mundial,  trabajó en la Radio de Leópolis, y en 1940 se desempeñó como decana de la facultad en teoría de la música en el Conservatorio de Leópolis. En 1941, después del ataque Nazi en Lwow,  fue reubicada a Namangán, Uzbekistán, donde trabajó como profesor de música. En 1943 fue una de las primeras en unirse a la Unión de Patriotas polacos. Cuando estuvo en Moscú,  organizó conciertos radiofónicos, escribió reseñas de conciertos de música polaca y publicó libros de canciones y partituras que incluyen Libro de canciones de niños polacos en la URSS (1944), un Libro de canciones del soldado polaco (1944) y Canciones y juegos para el Jardín de niños polaco en la URSS (1945). Después de la guerra permaneció en Moscú, donde tuvo el puesto de agregada cultural en la embajada polaca.
En 1947 Lissa regresó a Varsovia y tomó la posición de subdirectora del Departamento de Música en el Ministerio de Cultura y las Artes, donde dirigió actividades de investigación y cultura de la música. En 1947, obtuvo un pueso en la Universidad Adam Mickiewicz en Poznań. En 1948 organizó el Departamento de Musicología en la Universidad de Varsovia, la cual dirigió de 1958 a 1975. En 1951 recibió el título de profesora asociada y en 1957 de profesora titular en la universidad. Bajo su liderazgo el Instituto fue activo en patrocinar reuniones y conferencias, incluyendo una Sesión Prokofiewowska (1959), el primer congreso internacional sobre Chopin (1960) y una sesión dedicada al trabajo de Karol Szymanowski (1962). 
Lissa Inició la organización del Festival Musica Antiqua Europae Orientalis en Bydgoszcz (1963) y el acompañamiento del congreso internacional de musicología, el cual presidió. En 1966, con Jerome Feicht,  organizó un centro de documentación e inició un inventario de música polaca temprana que tuvo como resultado la serie Antiquitates Musicae en Polonia. Durante sus estudios,  se involucró con círculos de izquierda y activamente participó en debates ideológicos en estética y metodología desde aproximaciones marxistas de la musicología. 
Fue una miembro de la mesa directiva (1947–1948) y Vicepresidenta (1949–1954) de la Unión de Compositores Polacos, y a través de su iniciativa, la organización comenzó a admitir musicólogos. Fue una miembro del presidium de la Sociedad Internacional de Musicología (1965–1977) y en 1955 se convirtió en miembro de la Academia de las Artes de Berlín; en 1963 de la Sächsische Akademie der Wissenschaften en Leipzig; y en 1972 de Akademie der Wissenschaften und der Literatur en Maguncia.
Sus intereses de investigación incluyeron la historia y teoría de la música, historia y estética de la música, la metodología de la historia y teoría de música, así como la historia de la música polaca contemporánea. Sus trabajos son en gran parte testimonio de la era en que fueron generados, y polémicos porque la aproximación metodológica estuvo basada en una ideología marxista. Zofia Lissa introdujo una nueva aproximación en la literatura musicológica polaca, considerando estilos musicales en sus relaciones mutuas y enfatizando las funciones sociales de la música. Una bibliografía de su trabajo incluye casi 600 elementos, incluyendo varios libros, docenas de monografías y centenares de artículos, muchos de los cuales han sido traducidos a lenguas extranjeras. Murió en Varsovia.

## Honores y premios
Por su trabajo, Lissa fue honrada con el Premio de la Unión de Compositores Polacos (1950), la Orden de Polonia Restituta, la Cruz del caballero (1952), el 
Premio Segundo Grado de Estado (1953), el Premio del Comité para la Radio y la Televisión (1966), la Medalla de Plata en la Bienal de Venecia (1969), el Premio del Ministerio de Alta Educación (1965 y 1977), Grado II (1971 y 1976) y el Premio del Concilio de Música Internacional (1979).

## Publicaciones
Lissa fue una escritora altamente prolífica, publicando artículos, monografías y textos que incluyen:
- An outline of the science of music: the National Department, National Institute, Lviv 1934
- Music and film: Study on the borderline of ontology, aesthetics and psychology of film music, Books Lviv, Lviv 1937
- Remarks about the method: From the methodological issues of modern musicology, PIS, Warsaw 1950
- Polish musicology at the turn: Hearing and critical scientific articles (written in the years 1947-1951), PWM, Kraków 1952
- Some aspects of musical aesthetics in the light of articles by Joseph Stalin on Marxism in linguistics, Kraków 1952
- Polish Renaissance music [co-author: Joseph M. Chomiński], PIW, Warszawa 1953
- The special nature of music, PWM [print], Kraków 1953
- The objectivity of rights in Marxist history and theory of music, PWM, Kraków 1954
- Rise of the scholars: Tadeusz Szeligowski, PWM, Kraków 1955
- The history of Russian music, PWM, Kraków 1955
- Vocal music in the first half of the seventeenth century, [co-author: Vladimir Pozniak], in: Universal History of Music, Volume 1 (edited by Joseph M. Chomiński, Zofia Lissa), PWM, Kraków 1957
- Aesthetics of film music, PWM, Kraków 1964
- Sketches from the aesthetics of music [a collection of studies from the years 1938-1964], Kraków 1965
- Studies on the work of Frédéric Chopin, PWM, Kraków 1970
- Introduction to Musicology, PWN, Warszawa 1970 (second edition 1974)
- Polonica Beethoven, PWM, Kraków 1970
- New drafts of the aesthetics of music [a collection of studies from the years 1968-1973], PWM, Kraków 1975